# Boomdabash
Boomdabash (également Boom Da Bash ) est un groupe de reggae italien formé en 2002 à Mesagne dans la province de Brindisi .

## Histoire
Boomdabash, voit le jour en 2002, fondé et animé par Blazon, DJ, ingénieur du son et producteur du quatuor.
Son premier album Uno sort en 2008.
En 2018, le Barracuda tour après avoir parcouru les principales villes italiennes, entreprend une tournée internationale avec un passage à Paris.
Au festival de Sanremo en 2019 , le groupe atteint la 11e place avec Per un milione.

## Formation
- Biggie Bash : vocal
- Payà : vocal
- Blazon : tourne-disque, mixage
- Mr. Ketra : tourne-disque, mixage

## Discographie partielle

### Albums
- 2008 : Uno
- 2011 : Mad(e) in Italy
- 2013 : Superheroes
- 2015 : Radio Revolution
- 2018 : Barracuda

### Singles
- 2008 : Winner Is a Winner
- 2009 : She's Mine
- 2009 : Coming Home/Nah Break Nah Style
- 2011 : Murder
- 2012 : Danger
- 2014 : L'importante (feat. Otto Ohm)
- 2015 : Il sole ancora (feat. The Bluebeaters)
- 2015 : A tre passi da te (feat. Alessandra Amoroso)
- 2015 : Il solito italiano (feat. J-Ax)
- 2016 : Portami con te
- 2017 : In un giorno qualsiasi
- 2018 : Barracuda (feat. Jake La Furia et Fabri Fibra)
- 2018 : Non ti dico no (avec Loredana Bertè)
- 2019 : Per un milione
- 2019 : Mambo salentino (feat. Alessandra Amoroso)